# Палладийевропий
Палладийевропий — бинарное неорганическое соединение
палладия и европия
с формулой EuPd,
кристаллы.

## Получение
- Сплавление стехиометрических количеств чистых веществ:

{\displaystyle {\mathsf {Pd+Eu\ {\xrightarrow {855^{o}C}}\ EuPd}}}

## Физические свойства
Палладийевропий образует кристаллы
ромбической сингонии,
пространственная группа C mcm,
параметры ячейки a = 0,4097 нм, b = 1,1121 нм, c = 0,4447 нм, Z = 4,
структура типа борида хрома CrB
.
Соединение образуется по перитектической реакции при температуре 855°C
(852°C).